# East Leake
Pour les articles homonymes, voir Leake.
East Leake est un village et une paroisse civile du Nottinghamshire, en Angleterre. Administrativement, il relève du district non métropolitain de Rushcliffe.

## Démographie
Au recensement de 2011, la paroisse civile d'East Leake comptait 6 337 habitants.